# 尚多朗 (厄尔省)
尚多朗（法語：Champ-Dolent，法語發音：[ʃɑ̃ dɔlɑ̃]）是法国厄尔省的一个市镇，位于该省中部偏南，属于埃夫勒区。

## 地理
尚多朗（48°57'37"N, 1°0'49"E）面积2.28 平方千米，位于法国诺曼底大区厄尔省，该省份为法国北部内陆省份，北起滨海塞纳省，西接奧恩省和卡爾瓦多斯省，南至厄尔-卢瓦省，东临瓦兹省、瓦兹河谷省和伊夫林省。
与尚多朗接壤的市镇（或旧市镇、城区）包括：戈德勒维尔-拉里维耶尔、格利索勒、勒瓦勒多雷。

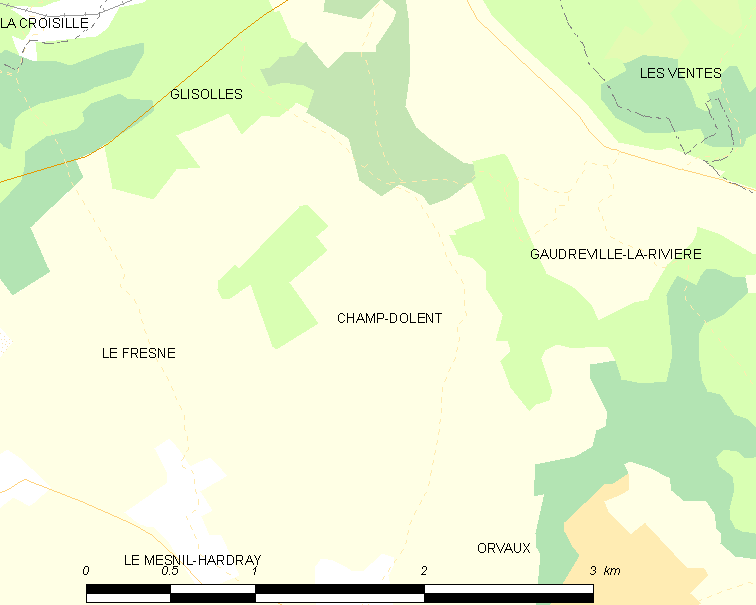
的OSM定位图

尚多朗的时区为UTC+01:00、UTC+02:00（夏令时）。

## 行政
尚多朗的邮政编码为27190，INSEE市镇编码为27141。

## 政治
尚多朗所属的省级选区为乌什地区孔什县。

## 人口

1962-2008年间人口变化图示

尚多朗于2022年1月1日时的人口数量为63人。